# منتخب كرواتيا لكرة الماء للسيدات
منتخب كرواتيا لكرة الماء للسيدات هو ممثل كرواتيا الرسمي في المنافسات الدولية في كرة الماء للسيدات
.